# CANDY SMILE
《CANDY SMILE》是日本女子組合e-girls的第5张单曲，於2013年3月13日由rhythm zone发售。

## 概要
- 《CANDY SMILE》是E-girls首張專輯《Lesson 1》的先行單曲。
- A面曲 《CANDY SMILE》為UHA味覺糖「e-maのど飴」的電視廣告歌曲。而配合廣告標題，組合名字「E-girls」的「E」改為「e」
- 此單曲有2個版本，分別有「CD+DVD」和「CD ONLY」。「CD+DVD」收錄了《CANDY SMILE》的Music Video。
- 在3月25日於公信榜单曲週排行榜取得第6位。

## 選拔成員

### CANDY SMILE
- 螢光字為主唱
  - Dream：Shizuka、Ami
  - Happiness：SAYAKA、楓、藤井夏戀
  - Flower：水野繪梨奈、藤井萩花、鷲尾伶菜、佐藤晴美
  - EGD：石井杏奈、須田安娜、生田梨沙

- 與前一張單曲《THE NEVER ENDING STORY ～告訴你一個小秘密～》的選拔名單比較，只有12人入選了本次的選拔成員。
- Aya、Erie、MIYUU、YURINO、重留真波、中島美央、武藤千春、市來杏香、坂東希、武部柚那、武田杏香、萩尾美聖、稲垣莉生、山口乃乃華、木津玲奈、川本璃未有進入選拔組。

### love letter
- 主唱：Shizuka、武藤千春、川本璃

## 收錄内容

### CD
1. CANDY SMILE
（作詞：岡田マリア・Litz、作曲・編曲： CLARABELL）
2. love letter
（作詞：Jam9、作曲：Jam9・ArmySlick、編曲：ArmySlick）
3. CANDY SMILE (Instrumental)
4. love letter (Instrumental)

### DVD
1. CANDY SMILE（Music Clip）
2. CANDY SMILE（Making Clip）